# Alexandre François
Pour les articles homonymes, voir François.
Alexandre François, né le 28 mars 1972 à Levallois-Perret, est un linguiste français spécialisé dans la description des langues océaniennes du Vanuatu et des îles Salomon. Directeur de recherche au CNRS, il appartient au laboratoire Langues, textes, traitements informatiques, cognition (LATTICE) associé à l’École normale supérieure et au CNRS.

## Biographie
Après des études en classes préparatoires littéraires au Lycée Louis-le-Grand, Alexandre François entre à l’École normale supérieure en 1992, avant d’obtenir l’agrégation de grammaire en 1995. Spécialisé par la suite en linguistique théorique et descriptive, il obtient le doctorat de linguistique de l'université Paris Sorbonne-Paris IV en 2001. Il entre au CNRS en 2002, où il obtiendra la médaille de bronze en 2004.
De 2002 à 2018, François a appartenu au LACITO, laboratoire qu'il a dirigé de 2015 à 2018,.
De 2009 à 2012, il a été Visiting Fellow à l’Université nationale australienne (ANU) de Canberra, département où il est aujourd'hui Honorary Associate Professor.

### Recherche
François concentre son travail de recherche dans les îles du nord du Vanuatu. Après avoir publié plus particulièrement sur le mwotlap (2003), la langue la plus parlée dans cette région, il mène des recherches comparatives sur les dix-sept langues parlées dans les îles Torres et Banks. Ses travaux de linguistique historique -- le modèle de glottométrie historique -- remettent en cause la pertinence du modèle arborescent en phylogénétique des langues.
En 2002, il publie une monographie sur l’araki, une langue menacée, parlée dans un îlot au sud d’Espiritu Santo.
En 2005, François participe à une expédition scientifique à Vanikoro (îles Salomon) organisée par Alain Conan, pour mieux interpréter le naufrage de Jean-François de Galaup, comte de La Pérouse en 1788. Il y explore également les trois langues parlées dans l’île : le teanu, le lovono, et le tanema.
En 2012, il se rend à nouveau à Vanikoro avec l'IRD, occasion pour lui d'en étudier les deux langues les plus menacées, le lovono, et le tanema. La rencontre inattendue de deux habitants de l'île voisine d'Utupua, l'un parlant le tanibili (200 locuteurs) et l'autre l’asubuo (40 locuteurs), lui permet également de recueillir des données dans ces deux langues, très différentes des trois langues de Vanikoro.
En 2013, il publie, en collaboration avec l’ethnomusicologue Monika Stern, le disque Musiques du Vanuatu : Fêtes et Mystères, sur les traditions musicales et poétiques au nord du Vanuatu.
L'année 2015 voit la publication, en libre accès, de l’Atlas linguistique de la Polynésie française, ouvrage de référence qu'il a coécrit avec Jean-Michel Charpentier.

## Publications(sélection)

### Ouvrages
- Jean-Michel Charpentier et Alexandre François, Atlas Linguistique de Polynésie Française — Linguistic Atlas of French Polynesia, Berlin/Papeete, De Gruyter/U.P.F., février 2015, 2562 p. (ISBN 978-3-11-026035-9, lire en ligne)
- Alexandre François, La sémantique du prédicat en mwotlap (Vanuatu), Louvain, Peeters, 2003, 388 p. (ISBN 978-2-87723-708-6).
- (en) Alexandre François, Araki : A disappearing language of Vanuatu, Canberra, Australian National University, 2002, 353 p. (ISBN 978-0-85883-493-4).

### Articles
- (en) Alexandre François, « The languages of Vanikoro: Three lexicons and one grammar », dans Bethwyn Evans, Discovering history through language: Papers in honour of Malcolm Ross, Canberra, Australian National University, coll. « Pacific Linguistics 605 », 2009 (lire en ligne), p. 103-126.
- (en) Alexandre François, « Social ecology and language history in the northern Vanuatu linkage: A tale of divergence and convergence », Journal of Historical Linguistics, John Benjamins, vol. 1, no 2,‎ novembre 2011, p. 175-246 (ISSN 2210-2116 et 2210-2124, lire en ligne).
- (en) Alexandre François, « Trees, Waves and Linkages: Models of Language Diversification », dans Claire Bowern, Bethwyn Evans, The Routledge Handbook of Historical Linguistics, Londres, Routledge, coll. « Routledge Handbooks in Linguistics », 2014, 161–189 p. (ISBN 978-0-41552-789-7, lire en ligne)
- (en) Alexandre François, « The dynamics of linguistic diversity : Egalitarian multilingualism and power imbalance among northern Vanuatu languages », International Journal of the Sociology of Language, vol. 214,‎ mars 2012, p. 85–110 (ISSN 0165-2516 et 1613-3668, DOI 10.1515/ijsl-2012-0022, résumé, lire en ligne)
- (en) Alexandre François, Michael Franjieh, Sébastien Lacrampe et Stefan Schnell, « The exceptional linguistic density of Vanuatu », dans A. François, S. Lacrampe, M. Franjieh & S. Schnell, The Languages of Vanuatu: Unity and Diversity, Canberra, Asia Pacific Linguistics Open Access, coll. « Studies in the Languages of Island Melanesia » (no 5), 2015 (ISBN 9781922185235, lire en ligne), p. 1–21.

### Autres publications
- Alexandre François & Monika Stern, 2013, Musiques du Vanuatu : Fêtes et Mystères – Music of Vanuatu: Celebrations and Mysteries, W260147, label Inédit, Paris: Maison des Cultures du Monde. Un CD + livret d'accompagnement, 128 pp. (Enregistrements effectués au Vanuatu de 1997 à 2011).

## Prix et distinctions
- 2004 : Médaille de bronze du CNRS